# Остриров, Вадим Николаевич
Вадим Николаевич Остриров (род. 1947) — советский и российский учёный, доктор технических наук, профессор.
Автор ряда трудов и нескольких патентов.

## Биография
Родился 17 января 1947 года  в Москве.
В 1971 году поступил в Московский энергетический институт, который окончил в 1977 году по специальности «Электропривод и автоматизация промышленных установок». В период обучения в вузе, с 1973 по 1975 годы служил в рядах Советской армии. Обучаясь в МЭИ, занимался велосипедным спортом, став мастером спорта.
По окончании института остался работать в МЭИ, где трудится по настоящее время на кафедре «Автоматизированного
электропривода». Работал младшим и старшим  научным сотрудником, с 1982 года — ассистент кафедры, с 1987 года — в должности доцента, с 2005 года — в должности профессора. Кандидат технических наук (1981), доктор технических наук (2006), профессор (2008). Докторскую диссертацию на тему «Создание гаммы электронных преобразователей для электропривода на современной элементной базе» защитил в 2003 году. С 1981 по 1991 год Остриров работал заместителем декана факультета ЭАПТФ МЭИ сначала по работе с иностранными студентами, а затем — по учебной работе. Им подготовлено более десяти аспирантов. В 1998 году параллельно с работой в МЭИ возглавил научно-производственное предприятие «ЦИКЛ ПЛЮС».
С 2008 года Вадим Николаевич — член-корреспондент Академии электротехнических наук Российской Федерации, является членом двух диссертационных советов: по специальности – светотехника, силовая электроника, оптические и оптико-электронные приборы и комплексы; по специальности — электротехнические комплексы и системы, электротехнология. 
В 2011 году за разработку и внедрение базовой технологии и интеллектуальных электромеханических комплексов для ответственных отраслей и сфер деятельности с жесткими требованиями к надежности и бесперебойности работы удостоен премии Правительства Российской Федерации в области науки и техники. Награждён медалями.
В настоящее время научная группа профессора В.Н. Острирова занимается созданием отечественной силовой преобразовательной техники для
тяговых нужд гибридного транспорта различного назначения и грузоподъемности, электромобилей, беспилотных транспортных средств, а
также электронных преобразователей питания для собственных нужд транспортных средств.